# Roman Przezwański
Roman Przezwański (ur. 26 czerwca 1912, zm. 8 grudnia 1983) – polski pedagog, dyplomata.

## Życiorys
Żołnierz 2 DSP, w latach 1940–1945 internowany w Szwajcarii. Podczas internowania obronił dysertację doktorską. W ostatnim roku wojny z inicjatywy Romana Przezwańskiego (kierownika grupy pedagogów) zaczął ukazywać się „Głos Nauczycielski” („Die Stimme des Lehrers”).
W lipcu 1945 został przedstawicielem dyplomatycznym Polski Ludowej w Bernie (Szwajcaria) w charakterze chargé d’affaires Tymczasowego Rządu Jedności Narodowej. W październiku 1945 kierownictwo polskiej placówki przejął Jerzy Putrament. W 1946 był konsulem generalnym RP w Londynie.
W latach 50. był docentem Instytutu Pedagogiki w Warszawie, kierownikiem Sekcji Defektologii, utworzonej przy Państwowym Ośrodku Prac Pedagogicznych i Badań Programowych w Warszawie, kierował także Komisją ds. Programów, Wydawnictw, Pomocy Naukowych i Urządzeń Szkolnych dla Szkolnictwa Specjalnego. W 1964 był dyrektorem departamentu Ministerstwa Oświaty.
Zmarł 8 grudnia 1983. Pochowany na cmentarzu komunalnym Północnym w Warszawie (kwatera E-XIV-1-3-7).

## Publikacje
- Obserwacja pedagogiczna : badania przydatności niektórych sposobów prowadzenia zeszytów obserwacyjnych. Warszawa: Państwowe Zakłady Wydawnictw Szkolnych, 1959.
- Zjawiska dotykowe i wibracyjne. Warszawa: Państwowe Zakłady Wydawnictw Szkolnych, 1959.
- Badania w szkołach specjalnych (praca zbiorowa pod red. R. Przezwańskiego). Warszawa: Państwowe Zakłady Wydawnictw Szkolnych, 1960.

## Ordery i odznaczenia
- Krzyż Kawalerski Orderu Odrodzenia Polski (19 lipca 1946)[6]